# آنا بويد إلينغتون
آنا بويد إلينغتون (بالإنجليزية: Anna Boyd Ellington)‏ هي مُدرسة أمريكية، ولدت في 22 يناير 1856 في مقاطعة أتالا في الولايات المتحدة، وتوفي بنفس المكان في 13 أغسطس 1907.